# محمدصابر روح‌پرور
محمدصابر روح‌پرور بازیکن فوتبال بازنشسته اهل افغانستان است. وی تا سال ۱۹۸۰ کاپیتان تیم ملی فوتبال افغانستان بود.
وی یکی از پرافتخارترین بازیکنان فوتبال افغانستان با ۲۵ گل زده در بازی های ملی این تیم بود.